# Pshicho
Pshicho (del ruso: Пшичо) es un aúl del raión de Shovguénovski en la república de Adiguesia de Rusia. Está situado en la orilla izquierda del río Fars, 7 km al noroeste de Jakurinojabl y 51 km al norte de Maikop, la capital de la república. Tenía 1 101 habitantes en 2010
Es centro del municipio Jatazhukáiskoye, al que pertenecen asimismo Kabejabl, Lesjozni, Pshizov y Jatazhukái.